# Diego de Almagro il Giovane
Diego de Almagro detto il Giovane ("el mozo" in spagnolo) (Panama, 1520 – Cusco, 1542) è stato un avventuriero panamense, figlio dell'omonimo conquistador dell'impero Inca.
Suo padre lo aveva avuto da un'india panamense, Ana Martínez, e aveva provveduto alla sua educazione, richiamandolo presso di sé, in Perù, subito dopo la Conquista.

## Biografia

### La morte di Almagro padre
Diego de Almagro padre, l'adelantado o il mariscal secondo i suoi titoli o il Governatore del Cile, a norma delle attribuzioni della Corona spagnola, era molto affezionato al suo unico figlio. Si dice addirittura che abbia interrotto la sua campagna di conquista, nel sud del Perù, per le notizie che gli erano pervenute sulla disavventura del giovane Diego, incappato in una tempesta, mentre veleggiava sulla nave che faceva da supporto alla sua spedizione. Quando dovette affrontare la morte, in seguito alla sconfitta di Las salinas il suo ultimo pensiero fu per il giovane rampollo della sua casata, nominato erede universale e affidato alla tutele dell'unico amico presente alla sua disavventura: Diego de Alvarado, il distinto ed integerrimo gentiluomo che avrebbe difeso la sua immagine e le sue volontà a costo della vita. 
La protervia di Francisco Pizarro non arrivò fino al punto di minacciare la vita del figlio del suo antico socio e sfortunato rivale, ma non si peritò di attuare tutta una serie di angherie nei confronti del giovane Diego, malgrado gli imponenti lasciti ereditati dal suo defunto padre.

### Persecuzione dei "Cileni"
Il giovane Diego de Almagro venne privato dei "ripartimientos" che gli consentivano una vita decorosa e si trovò a condividere la vita di vessazioni che era stata determinata per i seguaci del suo defunto genitore. I "Cileni", come venivano chiamati i fedeli sopravvissuti di Almagro, spogliati di ogni bene, furono ridotti all'indigenza, ma la loro disperata condizione non riuscì a intaccare la loro innata fierezza o ad abbassare il loro irriducibile orgoglio. Costretti a menare un'esistenza al limite della povertà, fecero causa comune, facendo fronte alle avversità a capo alto e senza implorare perdono o pietà. Si narra che, per non dare soddisfazione ai loro avversari, molti di loro, riuniti in un'unica dimora, uscissero solo a turni, indossando l'unico mantello di cui la compagnia era provvista. La loro fierezza non impediva, però, che numerose proteste fossero inviate alla Corona e i loro accorati appelli finirono, infine, per essere ascoltati. Le loro denunce convinsero, alla lunga, le autorità della madrepatria ad aprire un'inchiesta e le indagini furono affidate ad un solerte funzionario inviato, allo scopo, in Perù. Si trattava di Vaca de Castro.

### Uccisione di Pizarro
La notizia dell'arrivo del funzionario imperiale non fu certamente gradita a Francisco Pizarro ed ai suoi adepti, ma fu necessario adeguarsi alla bisogna ed attenderne le decisioni. Vaca de Castro, peraltro, tardava a presentarsi, in quanto era incappato in una tempesta e non dava più notizie di sé. Il suo ritardo venne interpretato dagli esasperati "Cileni" per un attentato perpetrato da Pizarro e come un'ulteriore minaccia alla loro stessa esistenza. La notizia che il "Marchese", questo era il titolo di Pizarro, avesse ordinato delle armi venne considerata la prova della sua determinazione ad attaccarli. Disperati, decisero di passare all'azione e, senza preavviso, assalirono il loro nemico nella sua stessa abitazione.
Pizarro non era uomo da cedere senza combattere, ma la sua resistenza fu vana. Trafitto da più colpi, il "Marchese", governatore del Perù, cadde sotto le stoccate dei "Cileni" e insieme a lui soccombettero suo fratello Martin de Alcantara, il capitano Francisco de Chávez e numerosi paggi. La notizia della sua morte gelò la popolazione di Lima e tutti restarono in attesa delle inevitabili vendette dei suoi uccisori, fino ad allora perseguitati, al limite della esasperazione. Il loro capo Juan de Rada non era però intenzionato a far assumere alla sollevazione la dimensione di una ribellione alle autorità e inquadrò i suoi uomini in improvvisate milizie ubbidienti e disciplinate. La sua prima mossa fu quella di nominare Governatore il giovane Diego de Almagro, in virtù dei diritti di successione al suo defunto padre, fino ad allora negletti ed usurpati.

### A capo della ribellione
Il giovane Diego de Almagro accettò di buon grado il ruolo di capo delle forze degli insorti che gli spettava per nascita. La sua giovane età non gli fu di impedimento per l'assunzione della carica che il suo nome gli imponeva e che, la sua parentela con il defunto capo carismatico degli insorti, comportava. Tuttavia dovette confrontarsi ad una serie di difficoltà che la sua gioventù avrebbe meritato di evitare. Juan de Rada morì per una ferita riportata nel momento dell'attacco alla casa di Pizarro e la fazione dei "Cileni" sprofondò nell'anarchia di una lotta fratricida tra i suoi turbolenti capitani, primi tra tutti García de Alvarado e Cristóbal de Sotelo. La contesa fra gli uomini forti dei "Cileni" si risolse con la morte di Sotelo e il giovane Almagro apprese che il vincitore, Alvarado si prefiggeva di eliminare lui pure. Il figlio del glorioso adelantado decise di dimostrare le qualità che la sua discendenza gli imponevano di avere e affrontò per primo il rivale. Con i pochi camerati fedeli che gli rimanevano aggredì Alvarado che, sorpreso, cadde sotto i colpi di coloro che stimava solo degli imbelli cortigiani. Don Diego de Almagro era, ormai, il comandante supremo delle truppe "cilene" e, come tale, fu accettato e idolatrato da tutti i reduci delle sanguinose battaglie combattute sotto le bandiere del suo compianto genitore.

### Lo scontro con Vaca de Castro
La conquista del potere della fazione cilena non comportava, però, il controllo di tutta la colonia peruviana. Vaca de Castro, finalmente sbarcato, incombeva con la sua ingombrante presenza e richiamava, sotto le sue bandiere, tutti coloro che si stimavano fedeli ai Pizarro ed alla Corona che il funzionario regio rappresentava. Il giovane Almagro tentò più volte un accordo. Fece presenti le provocazioni, che lui ed i suoi avevano dovuto subire e protestò la sua fedeltà alla Corona. Le sue argomentazioni sembrarono poter aprire una breccia nella rigidità di Vaca de Castro, ma, nel bel mezzo delle trattative, si scoperse che l'inviato imperiale, mentre scambiava offerte di accordo, tentava di corrompere alcuni dei capitani di Almagro. La via delle armi si imponeva e i "Cileni" non si sottrassero allo scontro. La battaglia si svolse nelle vaste pianure di Chupas il 16 settembre del 1542. Le truppe di Almagro erano magnificamente armate e disponevano di una batteria di artiglieria particolarmente potente. Quelle di Vaca de Castro poggiavano la loro forza su un corpo di fanteria numeroso ed organizzato, posto al comando del terribile Carbajal, conosciuto come il "demonio delle Ande". Ai loro fianchi, entrambe le formazioni schieravano degli squadroni di cavalleria pressoché paritari.
La fanteria di Carbajal subì per prima la salva dei cannoni "cileni" e fu costretta a defilarsi al riparo di opportune colline, dove ebbe buon gioco a sgominare, grazie agli archibugi, le truppe indigene di Paullu che partecipavano allo scontro. Come riapparve, sul teatro delle operazioni, l'artiglieria di Almagro la prese a bersaglio, ma stranamente le sue salve andavano a vuoto. Almagro, sorpreso dall'accaduto, si portò a ridosso dei cannoni e si accorse che il mancato effetto delle scariche erano dovute al palese tradimento del responsabile dell'artiglieria, l'infido Pedro de Candia. Il comandante cileno non ebbe esitazioni. Con un colpo di spada trapassò il traditore e diresse personalmente il tiro che, questa volta, falcidiò le schiere nemiche.
Carbajal chiese l'appoggio della cavalleria, ma questa era stata impegnata dalle truppe montate dei Cileni e non poté accorrere in aiuto. Il terribile veterano decise allora di provvedere personalmente e, slacciatosi la corazza per dimostrare il suo sprezzo del pericolo, trascinò i suoi uomini all'assalto riuscendo a conquistare, dopo un feroce corpo a corpo, il possesso dei cannoni. La cavalleria cilena teneva, però, ostinatamente il campo e malgrado l'irrompere dei soldati di Carbajal sul lato destro, si rifiutava di cedere. Sul lato sinistro, i cavalieri di Almagro avevano la meglio e, quando ormai stava sopraggiungendo l'oscurità, la vittoria stava per arridere loro. A quel punto Vaca de Castro che era rimasto di riserva, entrò nella mischia con quaranta cavalieri. Le forze fresche dei nuovi arrivati costrinsero i Cileni, stanchi ed esausti, ad arretrare, malgrado innumerevoli prove di valore. Almagro non voleva accettare la sconfitta e, più volte, si gettò nel folto della mischia, quasi a cercare la morte, ma il flusso della battaglia lo spinse infine ai margini dello scontro. Il sopraggiungere dell'oscurità permise, infine, ai superstiti Cileni di riguadagnare le zone di sicurezza, intorno al Cuzco, senza essere catturati. Circa trecento erano i caduti dell'esercito di Vaca de Castro contro duecento morti tra i Cileni, ma il morale delle truppe di Almagro non permetteva di pensare ad una rivincita. Sicuri della vittoria, erano stati annientati dalla sconfitta e ormai non pensavano che alla fuga, paghi di poter salvare almeno la vita.

### Morte di Almagro il giovane
Vaca de Castro si mostrò implacabile nei confronti degli sconfitti. Già sul campo di battaglia si dimostrò la sua determinazione perché i "Cileni" fatti prigionieri furono passati immediatamente per le armi. Neppure i caduti si salvarono dalla sua vendetta perché si arrivò a squartare persino i cadaveri di coloro che erano stati implicati nell'uccisione di Francisco Pizarro. La caccia continuò nelle città limitrofe dove i fuggiaschi furono addirittura estratti dalle chiese, in cui si erano rifugiati, per essere impiccati. 
Si salvarono solo quelli, tra loro, che si rifugiarono tra gli Inca di Manco. Il sovrano ribelle era nemico giurato di Pizarro e non poteva che accogliere le sfortunate vittime del comune avversario.
Almagro aveva pensato di fuggire anch'egli tra gli indios di Vilcabamba, ma, attardatosi per colpa di un suo subalterno, era stato catturato. La sua giovane età e le provocazioni cui era stato sottoposto avrebbero meritato delle attenuanti, ma l'altero Vaca de Castro fu irremovibile. Il giovane capo dei "Cileni" salì pertanto sul patibolo, ma se il funzionario regio che lo aveva condannato si era atteso un qualche cedimento restò deluso. Don Diego de Almagro affrontò il supplizio con tale coraggio e dignità da lasciare tutti commossi. Rifiutò la benda d'uso e protestò contro l'accusa di tradimento che gli veniva contestata, poi, sereno e calmissimo, offrì il collo al carnefice.